# Бан де Лавлен
Бан де Лавлен (фр. Ban-de-Laveline) је насељено место у Француској у региону Лорена, у департману Вогези.
По подацима из 2011. године у општини је живело 1309 становника, а густина насељености је износила 49,49 становника/km².

## Демографија
| 1962. | 1968. | 1975. | 1982. | 1990. | 2011. |
| ----- | ----- | ----- | ----- | ----- | ----- |
| 1.035 | 1.036 | 1.078 | 1.174 | 1.240 | 1.309 |